# Cantonul Montbazon
Cantonul Montbazon este un canton din arondismentul Tours, departamentul Indre-et-Loire, regiunea Centru, Franța.

## Comune
- Artannes-sur-Indre
- Montbazon (reședință)
- Monts
- Pont-de-Ruan
- Sorigny
- Veigné
- Villeperdue